# Пугой
Пугой (рум. Puhoi) — село в Яловенському районі Молдови. Утворює окрему комуну.